# 브루누 누니스
브루누 페르난드스 누니스(포르투갈어: Bruno Fernandes Nunes, 1990년 7월 8일 ~ )은 브라질의 축구 선수로, 포지션은 공격수이다. 2019년 현재 대한민국 K리그2의 전남 드래곤즈 소속이다.